# Кельтоскифы
Кельтоскифы (др.-греч. Κελτοσκύθαι) — полиэтнос, сохранявший традиции исходного индоевропейства (вероятно, как тавроскифы, гольтескифы и некоторые иные народы; см. карту миграций при статье «Индоевропейцы»).

## Версии происхождения
Плутарх отметил, что в трудные для Рима времена 
пришла молва о кимврах и тевтонах , сперва слухам о силе и многочисленности надвигающихся полчищ не верили, но потом убедились, что они даже уступают действительности.

Как, к примеру, во времена Книвы в середине III в. н. э. или Радагайса в начале V в., на Запад Европы около 120 г. до н. э.
в самом деле, только вооружённых мужчин шло триста тысяч, а за ними толпа женщин и детей, как говорили, превосходившая их числом. Им нужна была земля, которая могла бы прокормить такое множество людей, и города, где они могли бы жить, — так же как галлам, которые, как им было известно, некогда отняли у этрусков лучшую часть Италии.
Эти «кимвры» ни с кем не вступали в связи, а страна, из которой они явились, была так обширна, что никто не знал, что за люди и откуда они, словно туча, надвинулись на Италию и Галлию.
Многие полагали, что они — германцы, живущим возле Северного океана, как свидетельствуют их огромный рост, голубые глаза, а также и то, что кимврами германцы называют разбойников.
Были и утверждения, «земля кельтов так велика и обширна» (подобную формулу затем использовали и русские летописи), что от Внешнего моря и самых северных областей обитаемого мира простирается на восток до Меотиды и граничит со Скифией Понтийской.
Здесь кельты и скифы смешиваются, и отсюда начинается их передвижение; и они не стремятся пройти весь свой путь за один поход и не кочуют непрерывно, но, каждое лето, снимаясь с места, продвигаются всё дальше и дальше и уже долгое время ведут войны по всему материку. И хотя каждая часть племени носит своё имя, всё войско носит общее имя — кельтоскифы.
По третьей версии, кимвры как часть кельтоскифов наследует традиции киммерийцев. Часть киммерийцев во главе с Лигдамисом в VII в. до н. э. бежала с берегов Меотиды от скифов в Азию. Но «самая большая и воинственная часть» их переместилась в лесные края, к Внешнему морю и землям полярных дня и ночи.
Вот из этих-то мест и двинулись на Италию варвары, которых сперва называли киммерийцами, а позже, и не без основания, кимврами. Но всё это скорее предположение, нежели достоверная история. Что же касается численности варваров, то многие утверждают, будто их было не меньше, а больше, чем сказано выше.

## Война с римлянами
Плутарх признавал, что перед
их отвагой и дерзостью нельзя было устоять, а в битве быстротой и силой они были подобны огню, так что натиска их никто не выдерживал и все, на кого они нападали, становились их добычей. От них потерпели бесславное поражение многие армии римлян во главе с управлявшими Заальпийской Галлией полководцами, которые сражались плохо, чем более всего побудили варваров наступать на Рим, ибо, побеждая всех, кого ни встречали, и захватывая богатую добычу, кимвры решили обосноваться на месте не раньше, чем разгромят Рим и опустошат Италию.
Кимвры, идущие в авангарде кельтоскифов, были около 120 г. до н. э. отбиты бойями. Они двинулись к югу, вниз по Дунаю, в страну кельтов-скордисков, обитавших в районе Железных ворот и в низовьях Савы и Дравы. Возможно, поход скордисков в 119—118 гг. до н. э. на юг Балкан был вызван именно движением кельтоскифов. Затем кельтоскифы вновь повернули на запад, перешли Альпы и напали на кельтов-нориков. У города Нореи, в 113 г. до н. э., они разбили римское войско консула Папирия Карбона. Им открывался путь в беззащитную Италию, так как основные силы римлян были заняты в войне с нумидийским царём Югуртой в Африке. Тевтоны из состава кельтоскифов ушли в Галлию, присоединив по дороге кельтов-гельветов. Одни источники при описании походов говорят о тевтонах (Аппиан), а другие — о кимврах.
Выйдя в верховья Роны, кельтоскифы в 109 г. до н. э. вновь разбили римлян, а в 105 г. до н. э. нанесли сокрушительный удар войскам римских полководцев Сервилия и Маллия при Араузионе в низовьях Роны. Хотя путь на Рим был открыт, кимвры, тевтоны и присоединившиеся к ним кельты-амброны ушли в общей массе кельтоскифов в Галлию. Разделившись на две армии, завоевали будущую Францию почти целиком, дошли до округи Толозы, вторглись и в Испанию. Затем в 102 г. до н. э. соединились в Галлии для войны с белгами, жившими на Марне, где жили и неуступчивые нервии.
Римский полководец Марий завершил в 109 г. до н. э. войну в Африке, был избран в 107 г. до н. э консулом и начал реорганизацию армии для борьбы с кельтоскифами. Уже в 102 г. до н. э. новая римская армия вступила в Галлию и, измотав манёврами особенно тевтонов и амбронов, заставила вступить противника в битву на невыгодных для него позициях под Аквами Секстиевыми около Массалии (современный Марсель). Кельтоскифы большей частью были разбиты. Кимвры из состава полиэтноса совершали обходной манёвр и, перейдя заснеженные Альпы, вышли в тыл к Марию, но остановились под Верцеллами, дожидаясь тевтонов. Но в Италию вернулся Марий с победоносной армией и в 101 г. до н. э. разбил и вторую группировку кельтоскифов. Только в плен было взято 60 тысяч, а погибло ещё больше.

## Последствия
Анализируя события, исследователи допускают, что кельтоскифы — особенно кимвры и тевтоны — не имели прямого намерения покорить Рим. Их целью оказывалось поддержание стратегического контроля над неримскими территориями Европы. Вскоре стремление к такому контролю проявит с помощью Скифии Митридат Евпатор . Затем по этому направлению будут переселены на земли империи сотни тысяч агафирсов и бастарнов .
По данным Птолемея, во II в. н. э., «аварины [контролируют земли] около истоков реки Вистулы; [а земли, находящиеся] ниже [контролируют] омброны», а позже обры станут нарицательным именем русских летописей.
Имя одного из царей кельтоскифов Бойорига (царя кимвров) напоминает имя Боарикс — царицы гуннов-савиров уже в VI в. н. э. А по пути Бойорига с востока и северо-востока на запад пойдут в последующие века немало армий и выдающихся полководцев, противостоящих имперскому диктату Рима. Но все эти движения лишь повторяли более ранние миграции индоевропейцев, отражённые данными лингвистов и археологическими культурами.